# Хилл, Роуленд, 2-й виконт Хилл
Роуленд Хилл, 2-й виконт Хилл (англ. Rowland Hill, 2nd Viscount Hill; 10 мая 1800 — 3 января 1875) — британский пэр и консервативный политик. Он был известен как сэр Роуленд Хилл, 4-й баронет, с 1824 по 1842 год.

## Происхождение и образование
Родился 10 мая 1800 года. Старший сын полковника Джона Хилла (1769—1814), старшего сына Джона Хилла, 3-го баронета (1740—1824). Его матерью была Элизабет Корниш (? — 1842), дочь Филиппа Родса Корниша, а известные военные деятели Роуленд Хилл, 1-й виконт Хилл,, сэр Роберт Хилл, Клемент Хилл и сэр Томас Хилл были его дядями. Он получил образование в Ориел-колледже в Оксфорде, где он получил степень магистра в 1820 году.

## Политическая карьера
Роуленд Хилл заседал в Палате общин Великобритании от Шропшира (1821—1832) и Северного Шропшира (1832—1842).
21 мая 1824 года после смерти своего деда, сэра Джона Хилла, 3-го баронета (1740—1824), Роуленд Хилл унаследовал титул 4-го баронета Хилла из Хоукстона. 10 декабря 1842 года после смерти своего дяди, Роуленда Хилла, 1-го виконта Хилла (1772—1842), Роуленд Хилл унаследовал титулы 2-го виконта Хилла из Хоукстона и Хардвика в графстве Шропшир и 2-го барона Хилла из Альмараса и Хардвика в графстве Шропшир, став членом Палаты лордов Великобритании.
В 1845—1875 года — лорд-лейтенант графства Шропшир.

## Военная карьера
Роуленд Хилл служил корнетом в Королевской конной гвардии с 1820 по 1824 год, в год, когда он унаследовал титул баронета. Он также стал преемником своего отца в командовании, став подполковником, Северным Шропширским йоменским кавалерийским полком. Будучи лордом-лейтенантом, он согласился на его объединение с Южным Шропширским йоменским кавалерийским полком, чтобы сформировать единый Шропширский йоменский полк в 1872 году. Он принял командование новым полком, которое он занимал до своей смерти.

## Семья
21 июля 1831 года в Ирвелл-Бэнк, Ланкашир, Англия, лорд Хилл женился на Эн Клегг (? — 31 октября 1891), дочери Джозефа Клегга из Пеплоу Холла, Шропшир, и внучке и наследнице Артура Клегга из Ирвелла, Ланкашир. У супругов было двое сыновей:
- Роуленд Клегг-Хилл, 3-й виконт Хилл (5 декабря 1833 — 30 марта 1895), старший сын и преемник отца.
- Майор Достопочтенный Джеффри Ричард Клегг Хилл[англ.] (14 апреля 1837 — 4 мая 1891), офицер и игрок в крикет.

Лорд Хилл скончался в январе 1875 года в возрасте 74 лет и был похоронен в семейном склепе в приходской церкви Святого Луки, Ходнет.